# Lotus Word Pro
Lotus Word Pro es el software de procesamiento de textos desarrollado por la empresa Lotus Development. Tuvo un gran éxito a principios de la década de los 90, a finales del siglo XX, sobre todo en la plataforma OS/2 Warp 3 y en OS/2 Warp 4 de IBM, distribuyéndose dentro de esta última versión del sistema operativo de la empresa norteamericana.
Tenía características de avanzada como los Smart Assistant, que simplificaban las tareas rutinarias de la edición de textos. Las barras de botones se ubican en la parte superior de la pantalla y cambian de acuerdo a la tarea que el operador esté realizando. Es de notar que esta característica predominante del programa fue criticada en parte por las revistas especializadas de informática, que eran claramente favorables a los productos de Microsoft, defendidos aún de manera muy discutible y controversial, y que luego, varios años después, sería imitada por el mismo Microsoft Office. Es notoria la review que realiza en 2002 la revista PC Magazine sin mostrar o enumerar las características del producto, hecho que demuestra la tremenda parcialidad favorable a los productos de Microsoft.
Es de notar que Lotus siempre trató de aportar innovaciones en sus productos para distintas plataformas, al contrario de Microsoft, que cumpliendo un período que abarca desde 1992, con el Word 2.0 hasta 2003, con el Word 2003, utilizó la misma interfaz, y luego pasó a realizar cambios profundos en general, en el Word para Windows recién en el año 2007. 
Durante esa década, el Lotus Word Pro pasó a formar parte de la suite de oficina Lotus SmartSuite, y permanentemente evolucionó en prestaciones y facilidades hasta la afamada y reconocida versión Lotus Smart Suite Millenium en 1999, que poseía como característica principal, el reconocimiento de voz integrado para ejecutar todos los comandos de los programas que integraban la suite completa y el dictado de texto en forma directa, características que aún hoy en día no han sido igualadas por los productos de Microsoft.
Además poseía desde sus primeras versiones, soporte multilenguaje tanto para correcciones ortográficas como gramaticales, e incluyendo un amplio diccionario de sinónimos, que permitía al operador, dedicado a traducir textos, asistirlo fácilmente a la tarea de pasar texto de un idioma a otro.